# Omul care nu a spus nimic
 (novembre 2018).
Si vous disposez d'ouvrages ou d'articles de référence ou si vous connaissez des sites web de qualité traitant du thème abordé ici, merci de compléter l'article en donnant les références utiles à sa vérifiabilité et en les liant à la section « Notes et références ».
Pour plus de détails, voir Fiche technique et Distribution.
Omul care nu a spus nimic (français : L'homme qui n'a rien dit), est un court métrage roumain de 2016, produit par Florin Șerban. 

## Présentation
Eau, silences et roseau. Un pêcheur de 50 ans amène un poisson à une femme. Les deux échangent à peine quelques mots. Le pêcheur fume avec l’époux de la femme et ensuite il s’en va. Un garçon et une fille jouent ensemble. 
Forêt, silences, regards. Quand elle s’en va, le garçon ferme les yeux et murmure dans une radio cassée : « Je t’aime ». Il serre ses paupières. 40 ans plus tard, le pêcheur est dans un arrêt de bus. Il ferme ses yeux. Et il ne dit rien.

## Distribution
- Vasile Isarev : Vasea
- Genica Malăhin : Elena
- Vasile Neculai : L’époux d’Elena
- Alesandra Armeanu : Elena enfant
- Remus Rodina : Vasea enfant

## Distinctions
- Festival International du Film de Montréal 2016, World Competition